# مقاطعة أوسيولا (آيوا)
مقاطعة أوسيولا (بالإنجليزية: Osceola County)‏ هي إحدى مقاطعات ولاية آيوا في الولايات المتحدة الأمريكية.

## أعلام
- ويليام إل. هاردينغ